# Leskeodon acuminatus
Leskeodon acuminatus är en bladmossart som beskrevs av Fleischer 1908. Leskeodon acuminatus ingår i släktet Leskeodon och familjen Daltoniaceae. Inga underarter finns listade i Catalogue of Life.